# Az iszlám Albániában

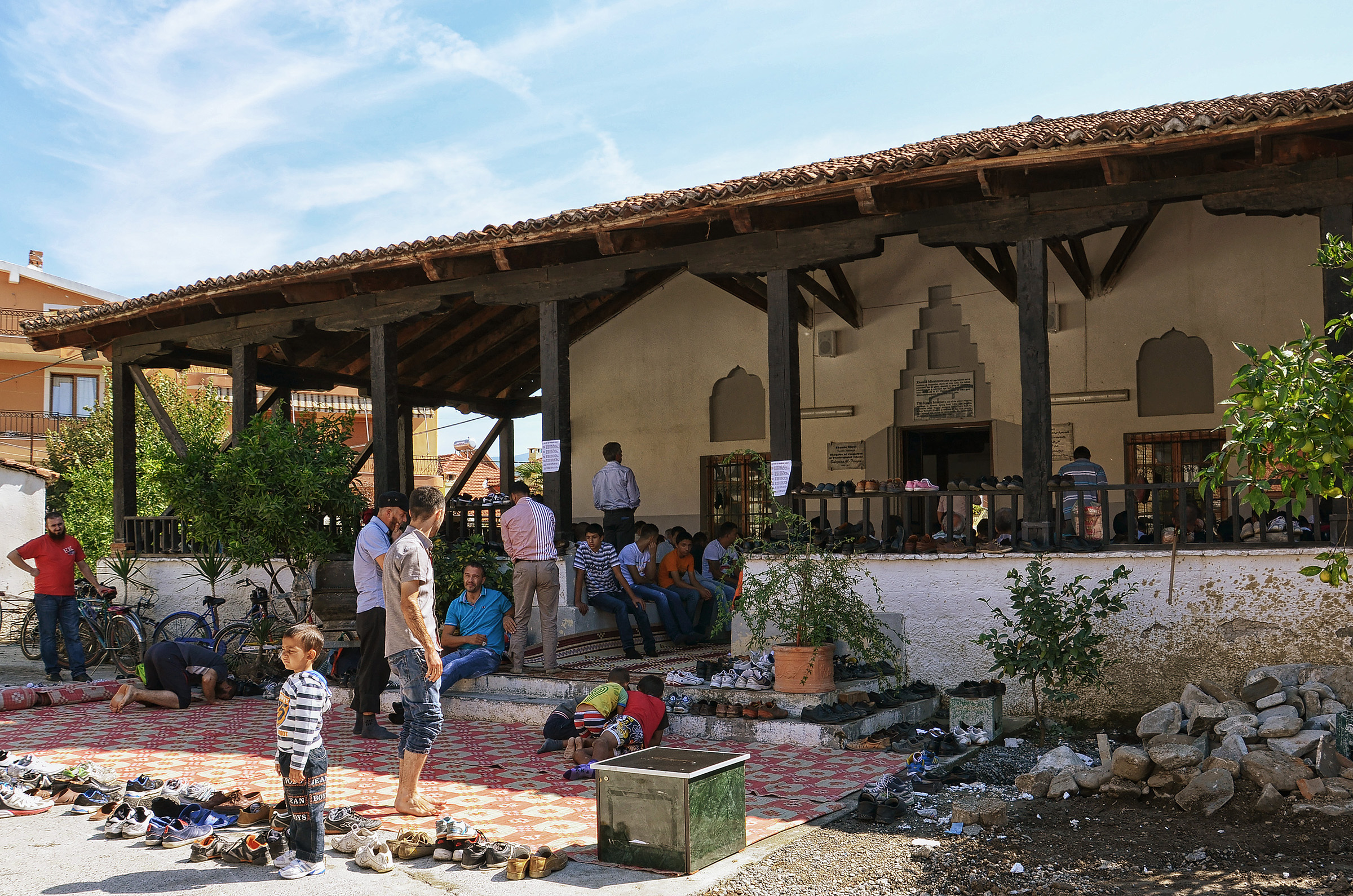
Imára gyűlő muszlimok az elbasani Király-mecsetnél

Az iszlám Albániában az Európa délkeleti részét a 15. században meghódító Oszmán Birodalommal jelent meg, és a 17. század végére az albánok többségének vallása lett, a perifériára szorítva az albánságot addig kettéosztó két fő keresztény rítust, az északon követett katolicizmust és a déli albán területeken elterjedt ortodox kereszténységet. A szunnita iszlám mellett albán földön számos követőre találtak a szúfi dervisrendek is (pl. bektásik, halvetik, rufaik). A 20. század, a nemzeti függetlenség beköszöntekor a lakosság 70%-a muszlim, 20%-a ortodox, 10%-a pedig római katolikus volt. Az 1920-as–1930-as években megszerveződött a konstantinápolyi kalifától független albán iszlám egyház, a bektásik világközpontja pedig Tirana lett. 1944 után a kommunista államhatalom üldözte a vallásokat, számos egyházi vezetőt kivégeztek vagy börtönbe vetettek, az 1967-es ateista kampány idején valamennyi egyházat feloszlatták, építészeti értékeik nagy részét a földdel tették egyenlővé, Albánia hivatalosan a világ első ateista állama lett. Az 1991-es rendszerváltással ismét szabad lett a vallásgyakorlás az országban, a szunnita muszlimok és a dervisrendek nagy része is újjászervezte hitéletét.
Az albániai muszlimok egyházszervezete az Albániai Muszlim Közösség, vezetőjük a Tiranában székelő nagymufti (2019 óta Skënder Bruçaj). A bektásik egyházának feje a dede (2011 óta Edmond Brahimaj). A 2011-es népszámlálás alapján az ország lakosságának 56,7%-a szunnita muszlim, 2,1%-a bektási, ezzel a teljes népességszámhoz viszonyítva Koszovó után Albánia a második legnagyobb muszlim többségű európai ország.

## Történelmi áttekintés
A kereszténység korán megjelent a mai Albánia területén. Az első állandó keresztény gyülekezet 58-ból Dyrrhachiumból (ma Durrës) ismert, a 4–5. századra pedig több püspöki székhely is alakult az illíriai tartományokban. 395-ben a Római Birodalom kettészakadásával a mai ország északi része Róma, déli területe pedig Bizánc egyházi fennhatósága alá került. Ezt tetőzte be az 1054-es nagy egyházszakadás, amelynek során az egykori birodalmi határokat követve a keresztény egyház kettészakadása is évszázadokra meghatározta Albánia vallási életét.

### Az iszlám elterjedése
Míg a középkor korábbi évszázadaiban az albán nyelvterületet a nyugati és keleti keresztény egyházak közötti határvonal választotta ketté, ennek helyére – az Oszmán Birodalom hódító hadjáratával párhuzamosan – a 15. századtól az iszlám türemkedett be. Az albán lakta területeken immár a kereszténység és az iszlám közötti ütközőzóna húzódott. Az oszmánok a 14. század végén jelentek meg Albániában, 1419-ben létrehozták az elhódított terület első szandzsákját Ergiri (Gjirokastra) központtal, 1431-re pedig már a déli területek egésze a kezükön volt. A 15. század legvégére minden albán lakta vidék oszmán iga alá került. Bevezették az oszmán közigazgatást; a helyi közigazgatás élén a pasák álltak, munkájukat a kádik és muftik segítették. 1539-ben Benedetto Ramberti arról tudósított, hogy az albánok lakta terület harminc szandzsákra volt felosztva.
Az oszmán fennhatóság nem hozta magával azonnal a tömeges iszlamizációt, az első évtizedekben csak szórványos áttérésekre került sor, jellemzően a privilégiumait megtartani (vagy növelni) akaró vezető társadalmi réteg körében. Az iszlám vallás és kultúra térhódítása igazán a 15. század végétől indult meg, de eleinte elsősorban az ortodox kereszténység rovására, azaz a déli területeken. A forrásokból ismert, hogy 1577-ben még az északi országrész csaknem teljes népessége római katolikus volt. Az iszlamizáció a 17. század első évtizedeiben érte el ezeket a vidékeket, és a lakosság 30-50%-a áttért az új hitre északon is, Koszovó pedig csaknem egészen eliszlámosodott. Egy 1634-es prizrendi összeírásból tudjuk, hogy a városban 12 ezer muszlim lakos mellett mindössze 600 ortodox és 200 római katolikus ember élt. Eközben délen a 17. században már olyan erős muszlim kultúrával rendelkező városok virágoztak, mint Ilibaszan (Elbasan) vagy Belgrad-i Arnavut (Berat), valamivel később pedig Kavalje (Kavaja). A 18. századra ugyanezeken a déli területeken felvirágzott a muszlim tradíciójú, vallásos bejtedzsi költészet. A 17. század végére a muszlimok száma a teljes albán lakosságon belül felülmúlta bármely másik felekezethez tartozókét, a római katolikusok északi, Iskodra (Shkodra) környéki enklávéjukba szorultak, délen pedig néhány ortodox terület – Görice (Korça), Ergiri (Gjirokastra), Himara vidéke, valamint az epiruszi szulióta közösség – tartotta magát az iszlám tengerben.

#### A tömeges iszlamizálás okai
Az iszlám sikere, a tömeges áttérések mögötti okokat firtatva az elemzések általában megállapítják, hogy az albánok eleinte jellemzően nem hitbéli meggyőződésből váltak muszlimokká, hanem így igyekeztek elkerülni a 16. század végétől általános, a nem muszlim családfőkre kivetett adó, a harádzs befizetését. Az adó mellett a török hatóságok egyéb intézkedései is megnehezítették a keresztények életét. Bár földjeiket megtarthatták, a pasa vagy a bégek saját maguk szabta áron bármikor megfoszthatták őket tőlük. A renitensebb keresztény falvakba fegyveres osztagokat telepítettek, akik élelmezése az egyébként is szegény sorban tengődő helyiekre hárult. Maguk a keresztények elviekben nem hordhattak fegyvert, de iszlámok jelenlétében lóháton sem ülhettek. Az igazságszolgáltatási rendszer a muszlim klérus kezében volt. Egy kereszténynek a kádi előtt tett vallomása jottányit sem változtatott egy peres ügy kimenetén, jobban tette, ha nem élt jogi panasszal, bármilyen főbenjáró bántalom vagy sérelem is érte. Egyes szandzsákokban szigorúan szabályozták, milyen mesterségeket űzhetnek a keresztények, és melyek tiltottak számukra. Kézműveseiket és kereskedőiket nem engedték a városok bazárjaiban portékáikat árulni, rendszerint a hét egyetlen kijelölt napján tarthatták nyitva műhelyeiket vevőik előtt. A hentesek az ortodox és katolikus templomok fallal védett udvarában, rejtőzködve adtak túl disznóhúskészítményeiken. Különösen a dél iszlám kultúrájú városaiban gyakorta előfordult, hogy a keresztény nőknek tiltották a köztereken való tartózkodást, vagy a muszlim nőkhöz hasonlóan el kellett fedniük arcukat és felsőtestüket. Ahogy az Oszmán Birodalom más vidékein, úgy a devsirmerendszer keretében albán földön is sok fiúgyereket ragadtak el családjától, és tették janicsárrá. A legklasszikusabb példa itt Kasztrióta György, de egy panariti ortodox pap fia később Iljasz Mirahori néven janicsártisztként tért vissza szülőföldjére, és sokat tett Görice (Korça) iszlám kultúrájának fellendítéséért. Emellett a források szórványosan említenek olyan eseteket is, amikor keresztényeket a Korán szellemiségével is ellentétesen erőszakosan térítettek át az igaz hitre. Az egyik legnotóriusabb példa Ali Tepeleni pasa nevéhez fűződik, aki a 19. század elején Labëriában egy teljes keresztény falu férfilakosságát körülmetéltette egy hodzsával.
További fontos kérdés, hogy noha a Balkán egész területén hasonló elbánásban részesültek a több évszázados oszmán hódoltság alatt élő keresztények, miért éppen az albánok nagy tömegei lettek muszlimmá. 1930-ban Albánia lakosságának 68,6%-a muszlim volt, ugyanez az arány Bulgáriában 15,8%, Jugoszláviában 13%, Görögországban pedig 2% volt. A válaszok egy része arra mutat rá, hogy a környező népektől eltérően az albánság már az iszlám érkezése előtt felekezetileg megosztott volt, és a korról korra változó római vagy bizánci rítus alatt a lakosság is készséggel követte az éppen aktuális birodalom vallását. Ahogy a korabeli forrásokból ismert albán mondás tartotta: „Ku është shpatë, është feja” (’Ahol a kard, ott a hit’). Emellett a keresztény egyházak javarészt idegen főpapságát az egymással való ádáz gyűlölködés foglalta le, a hívek lelki gondozása elsikkadt, ami sok esetben megkönnyítette a velük szembeni „hűtlenséget”. Számításba kell venni azt is, hogy a javarészt tanulatlan keresztény papokkal szemben az iszlamizálás feladatát jól felkészített, hatékony mullákra bízták. Bár a felekezetek egymás mellett élését viszonylagos béke jellemezte, arról is ismertek beszámolók, hogy a hódoltsági időkben a keresztény hívek jobban tartottak a velük szemben ellenséges másik keresztény felekezettől, mint a muszlimoktól. Míg a muszlim–keresztény vegyes házasságok általánosak voltak, ortodox–katolikus frigyekről elvétve sem számoltak be a források. A keresztény felekezetek közötti szembenállás fontos szerepet játszott az áttérésben azokon a területeken, ahol az északi római katolikus albánság az ortodox szerbséggel élt szomszédságban, és magyarázattal is szolgálhat a koszovói albánok gyorsan lezajló muszlimmá válására.
A válaszok másik része abban a jelenségben látja az albánok tömeges iszlamizálásának okát, amit talán vallási renyheségként lehetne megragadni. A szakirodalomban gyakorta vissza-visszatérő toposz, hogy az albánok a tételes vallásokhoz felszínesen viszonyultak, tanításaikat csak szelektíven fogadták be, esetleg több vallás előírásaiból gyúrtak egy szinkretisztikus elegyet, nem voltak különösebben fogékonyak az elmélyült vallásos életre, és így általában az áttérés sem hozott számukra lényegi identitásbeli változást. Így például a katolikus vidékek népe már az oszmán hódítást megelőző évszázadokban sem az egyházi tanítások szoros követésével tűnt ki. Az idelátogató apostoli küldötteket gyakran felháborították az albánok egyházszervezeti viszonyai, az erkölcsi állapotok és a keresztény előírások mellőzése. Az észak-albániai hegyvidéki katolikusok kapcsán Edith Durham még a 20. században is azt jegyezte le, hogy keresztényi mivoltuk abban merül ki, hogy a cipótól az ajtókon át az oromzatokig mindenhova bevésik a kereszt jelét, de életüket és mindennapjaikat saját, a kereszténység szellemiségével több ponton szembemenő évszázados törvényeik és jogszokásaik (a kanun), a régmúltba visszanyúló babonás hiedelemviláguk határozza meg. Ez a fajta nagyvonalú viszonyulás az egyes vallások hittételeihez azonban hozzájárult ahhoz, hogy a vallási hovatartozás az albánokat nem osztotta meg véglegesen a tömeges iszlamizációt követően sem, sőt, gyakran fenntartás nélkül részt vettek egymás rítusaiban. A korszak egyik leglátogatottabb búcsújáró helye volt például az ardenicai kolostor szent forrása, amelyhez keresztények és muszlimok egyaránt elzarándokoltak, és a gyógyulás reményében ittak vizéből. 1905-ben arról számoltak be, hogy Lushnja generációkkal korábban az iszlámra áttért lakói továbbra is minden évben elzárondokoltak a közeli Szent Miklós-templomhoz, és gyertyát gyújtottak lelki üdvösségükért.
A gazdasági kényszerből vagy vallási renyheségből fakadó megtérés elméletét igazolja az az általános jelenség, hogy egy-egy falunak csak a férfilakossága tért át az igaz hitre, az asszonyok megmaradtak kereszténynek. Sok helyen megelégedtek azzal, hogy csupán a családfő vagy a legidősebb fiú metéltette körül magát, ezzel egész – továbbra is keresztény – házanépe mentesült a harács alól. Számos adat ismert arról is, hogy albánok tömegei voltak kriptokeresztények (albán szóval laramanë, ’kétszínűek; vegyes felekezetűek’), azaz bár névleg és külsőségekben felvették az iszlámot és nyilvánosan muszlimként viselkedtek, a családi körben megőrizték keresztény rítusaikat és magánáhítatuk perceit. Mindez a névválasztás gyakorlatában is tükröződött: sok albán két névvel rendelkezett, egy muszlimmal a társadalmi érintkezésekhez (és az adózás elkerüléséhez) és egy kereszténnyel, amelyen családi és baráti körben szólították (de a katonai sorozás elkerüléséhez is ezt használták). A kriptokereszténység különösen Koszovóban Peja vidékén, valamint a Shpat-hegység régiójában dívott, és általános jelenség volt még a 19. században is.

#### Szúfi dervisrendek

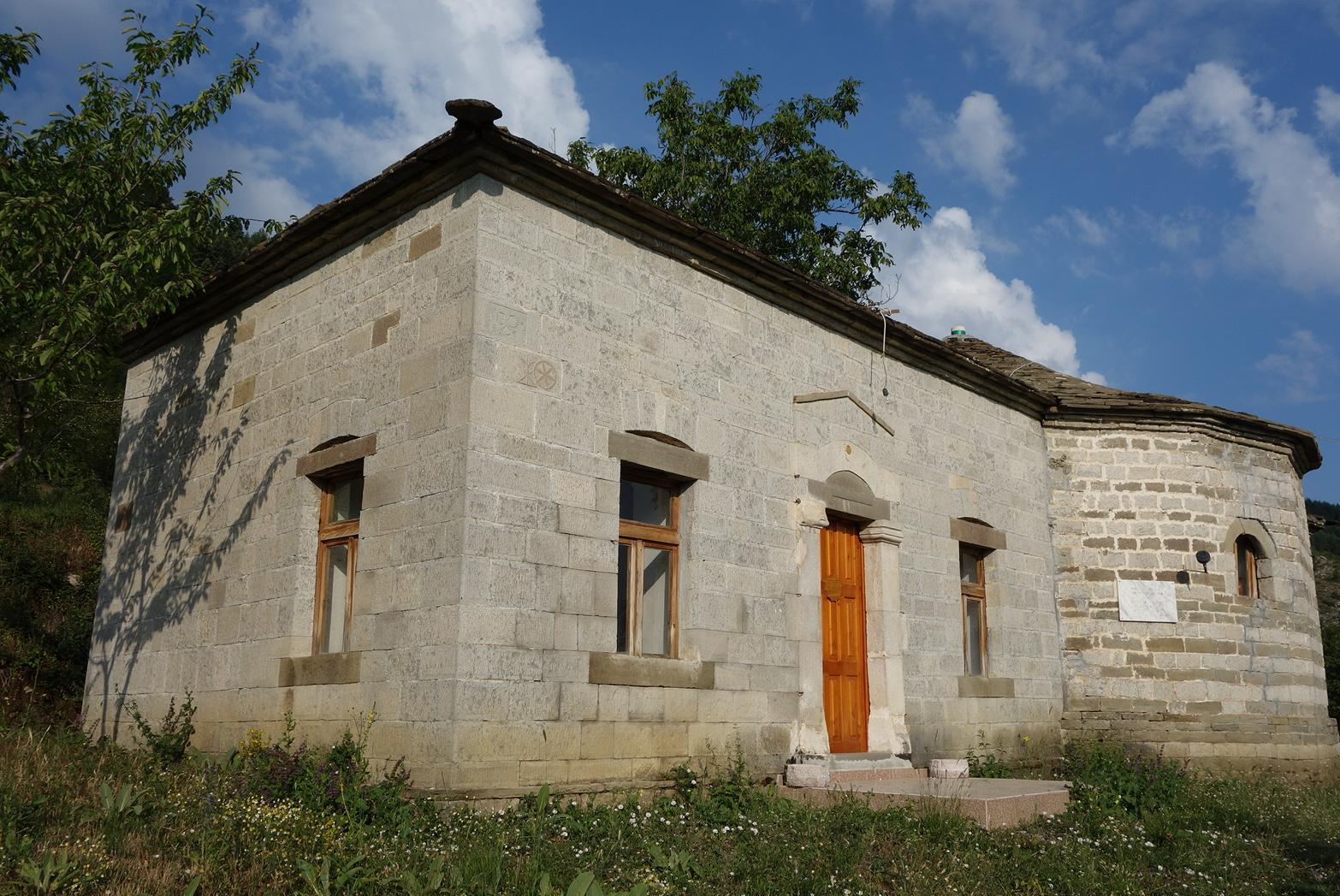
A frashëri bektási tekke

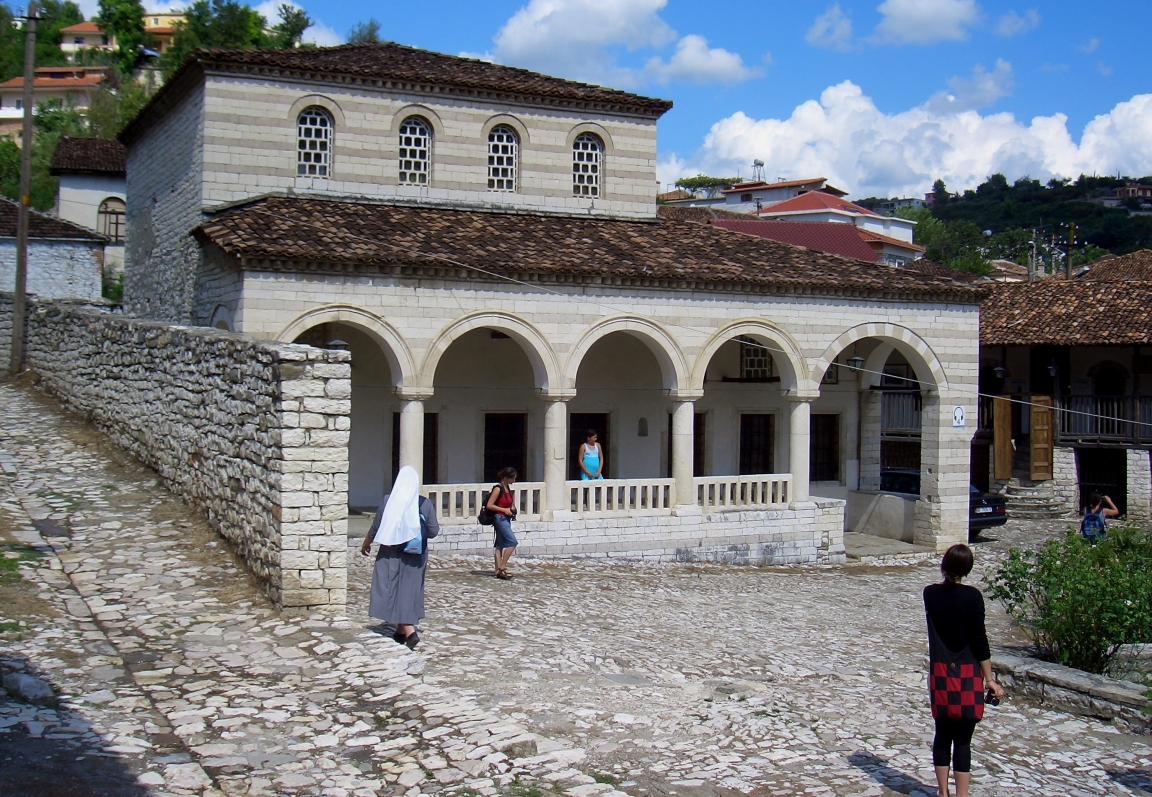
A berati halveti tekke

Az iszlám szunnita ága mellett több szúfi dervisrend, ún. taríka terjedt el albán földön, amelyek monasztikus központjai, kolostorai a tekkék voltak. Elterjedésük és népszerűségük okai között szokás említeni, hogy e dervisrendek toleranciát hirdettek, nyitottsággal fogadták be más muszlim rendek vagy éppen keresztény felekezetek hittételeit is. Emellett a szunnita muszlimmal szemben, amelynek liturgiája arab nyelven folyt, a szúfi mozgalmak nyelve a kezdetektől a török volt.
Ezek közül albán földön a legnevezetesebb a bektási rend. Albániai térhódításuk kezdetei nem pontosan ismertek, saját hagyományuk szerint egy bizonyos Szari Szaltik (albánosan Sari Salltëku) már a 14. században elhozta közéjük a bektási tanításokat. Annyi bizonyos, hogy elterjesztésében nagy szerepet játszhattak az albán földről elhurcolt, majd hazatérő, a bektási hitet követő janicsárrá lett ifjak. Az is valószínűsíthető, hogy Albániába érkezésük kisebb, akár egy-kétfős csoportokban történhetett, és a szerzetesek eleinte kolostoralapítás helyett az országban vándorolva terjesztették a bektasizmus eszméjét. A legkorábbi ilyen prédikátorok között említik a források a Koszovóban tevékenykedő Pir Abdalit, Ilibaszan (Elbasan) vidékén pedig egy bizonyos Kalenderi atyát. A 16. század második felére már erősen megvetették lábukat a régióban, ekkor Kalkandelenben (Tetovo) tekkéjük működött, amely a 18. század elejétől a macedóniai és koszovói bektásik legfontosabb monasztikus központja volt. Az 1670-ben Albániában utazgató Evlija Cselebi már számos bektási tekkéről számolt be, az egyik legnevezetesebb zarándokhelyként a kaninait írta le, amelynek kiterjedt szántói, kertjei és szőlőterületei voltak. Ergiriben (Gjirokastra) 1780-ban épült fel Asim atya tekkéje, amely aztán a dél-albániai bektási mozgalom központja lett, és jelentőségét a 19. század végéig megőrizte. Dél-Albánia és Epirusz muszlim lakosságának nagy része előbb a 18. század második felében több tekkét is megalapító Shemimi Baba tevékenysége nyomán, majd a szintén bektási Ali Tepeleni pasa uralkodása alatt vette fel a bektási hitet. A Portával szembeszegülő pasa erőszakos halála után négy évvel, 1826-ban II. Mahmud szultán megtorlásul birodalomszerte elrendelte a bektási tekkék bezárását. Az elüldözött anatóliai bektási szerzetesek egy része albán földre ment, jóllehet a többségi szunniták a szultáni dekrétumot követve lerombolták Iskodra (Shkodra), Akcsahiszar (Kruja) és Tiran (Tirana) tekkéit.
A második legnépszerűbb, de kronológiailag a bektásik előtt megjelent szúfi dervisrend az aszkézist és a világ hívságaitól való visszavonulást hirdető halvetiké volt. Az albán földről ismert legrégebbi halveti tekkét az oszmán hadsereg egyik parancsnoka, Gazi Evrenosz alapította 1390-ben Janinában (ez aztán a második világháború végéig működött). Ezt követték a további dél-albániai derviskolostorok: a 15. században Göricében (Korça), 1490-ben Avlonyában (Vlora), 1600-ban Ohriban (Ohrid), 1605-ben pedig Tiranban (Tirana). Evlija Cselebi 1670-es útja során beszámolt az ergiri, belgradi, avlonyai és ilibaszani halveti tekkékről, a 17. század második felére pedig már az albánság keleti településterületein is megjelentek a halvetik, legnevezetesebb tekkéjük Prizrendben nyílt meg 1699–1700-ban. A 18. századra albán földön Avlonya, Belgrad és Delvina számított legfontosabb monasztikus központjaiknak, de további fontos tekkék működtek Fshatban, Surrojban, Matban, Debreizirben (Peshkopia), Iskodrában, Ilibaszanban (három is), Bihlestében (Bilisht, szintén három tekke), Progërben, Shëngjergjben, Leskovikban, Premetiben (Përmet), Tepedelenben (Tepelena), Luzatban, Mezhgoranban, Ramicában, Vinokashban, Tosk-Martallozban, Maricajban és Szarandozban (Saranda). Eddigre a halvetiknek már több alcsoportjuk is kialakult és elterjedt szerte Albániában. A 19. század végén a halveti rend követőinek számát néhány ezerre tették, huszonkét albániai imaházuk volt ismert.
A rufai rend elterjedésének pontos története nem ismert, csak azt lehet tudni, hogy egy bizonyos Hasan atya 1701-ben Peqinben rufai tekkét szervezett, emellett voltak derviskolostoraik Tiranban, Iskodrában (Shkodra) és Ergiriben (Gjirokastra), 1785 után pedig már Beratban is. Híveik száma a 19. század végéig megfogyatkozott, peqini, tiranai és shkodrai kolostoraikat a bektásik vették át. Egyedül a koszovói Gjakovában tartották magukat, és végül ennek a monasztikus központnak köszönhetően a 20. században reneszánszukat élték, tekkéik az 1930-as években újranyíltak Shkodrában, Tropojában, Tiranában, Petrelában, Ergiriben és Beratban.
A szádi dervisrend a 17. század elején érte el Albánia déli részét, a 18. század elején pedig már északon is megjelentek követőik. Legismertebb tekkéjük 1600 körül épült Gjakovában. Rítusaikban és szokásaikban nagyon közel álltak a bektásikhoz, így ideiglenes jelleggel a szádik működtettek néhány bektási tekkét is (Tepelena, Pashtrik). További kisebb kolostoraik voltak Leskovikban, Ergiriben, Elbasanban, Tropojában és Pezában.
A kádiri dervisrend a 17. század végétől kezdett elterjedni albán földön, és a 19. század végére az ötödik legtöbb követővel rendelkező szúfi rend lett. Első tekkéjük Beratban nyílt meg, emellett rendházaik voltak Ilibaszanban, Peklinben, Tiranban és Debreizirben. A 18. század elején neves költőjük volt a tirani Haxhi Ymer Kashari. Egyes források alapján arra lehet következtetni, hogy legfontosabb monasztikus központjuk a debreiziri volt, 1900 körül a helyi tekke sejkje a taríka vezetője volt.
A bektásik, halvetik, rufaik, szádik és kádirik mellett számottevő volt a tidzsánik követőinek száma. Koszovóban ennél is színesebb volt a kép, az említettek dervisrendek mellett aktívak voltak a dzselveti, szinani, bajrami, mevlevi, melami, naksbandi, badavi, jezevi, shahzeli és desuki taríkák is. Bár mindegyik rendnek megvolt a maga kultikus eredettörténete és jellemző rituáléi, albán földön valójában kevés különbség volt köztük, és a hívek számára kölcsönösen átjárhatóak voltak. Ennek egyik példája, hogy amikor II. Mahmud elrendelte a bektási rend feloszlatását, a kaninai atyák habozás nélkül halveti kolostornak nyilvánították tekkéjüket.

#### Keresztény küzdelmek
A keresztény ellenállás dicső epizódja volt Kasztrióta György és az általa vezetett Lezhai Liga küzdelme, amely az oszmán hódításnak negyedszázadra megálljt parancsolt (1444–1468). A fejedelem halála után azonban az albán ellenállás szövedéke szétfoszlott, a Lezhai Liga területe a török martaléka lett, és ezzel a katolikus egyház helyzete is megrendült. Egyházi és missziós tevékenységüknek köszönhetően az északi területek törzsi szervezetben élő hegyvidéki népei jórészt megőrizték katolikus vallásukat, és csak később érte el őket a délen az ortodoxiát jóformán elsöprő iszlamizáció. 1599-ben az albániai katolikus egyháznak összesen 130, javarészt képzetlen papja volt, több templomukat mecsetté alakították át. Ugyanakkor a pogány hódításának fenyegető réme hozzájárult ahhoz, hogy a 16–17. században virágjába szökhessék a katolikus albán egyházi irodalom. A 19. század végére egyedül Mirdita vidékének népe és az észak-albániai hegyvidéki törzsek egy része állt ellen évszázadokon át az iszlámnak. A Habsburg Birodalom a 17. századtól az albániai római katolikus közösségek oltalmazójaként lépett fel, de kultuszprotektori jogait igazán csak a 19. század közepétől teljesítette ki.
Az ortodox egyház már 1454-től elismert vallási közösségnek, ún. milletnek számított. Bizonyos szintű önigazgatási-törvénykezési jogosultságokkal bírtak, szabadon rendelkeztek templomaik, kolostoraik, iskoláik és ispotályaik felett. Ennek ellenére érzékenyen érintette egyházukat, hogy a török nyomás elől Dél-Albánia ortodox népének nagy tömegei menekültek el külföldre, emellett a politikai játszmákkal elfoglalt főpapság is bizalmi válságot idézett elő a hívők körében. Az ortodox egyház fennmaradásáért a 17. század végétől a baziliánus szerzetesek, a 18. századtól pedig a Voskopojában az ortodoxia fellegvárát kialakító arománok tevékenykedtek fáradhatatlanul. Helyzetükben javulást eredményezett, amikor az orosz–török háborút lezáró 1774-es kücsük-kajnardzsi békével Oroszország protektorátusi szerepet vállalt az Oszmán Birodalomban élő ortodox keresztények felett.

### Modern kor
Az albán nemzeti mozgalom és függetlenségi törekvések a szomszédos nemzetekénél később bontakoztak ki. Ennek egyik fő oka az albánok felekezet megosztottsága volt, ahogy az is, hogy a többséget alkotó muszlimokat erősebben áthatotta az iszlamizmus és az Oszmán Birodalomhoz való kötődés érzése. A 19. században nem volt ritka az észak-albániai katolikus és muszlim törzsek közötti háborúskodás sem, 1876-ban például a muszlim északalbánok fegyverrel segítették a szultánt a katolikus mirditák leverésében. A muszlimok iskoláikban török nyelven tanultak és arab betűkkel írtak.

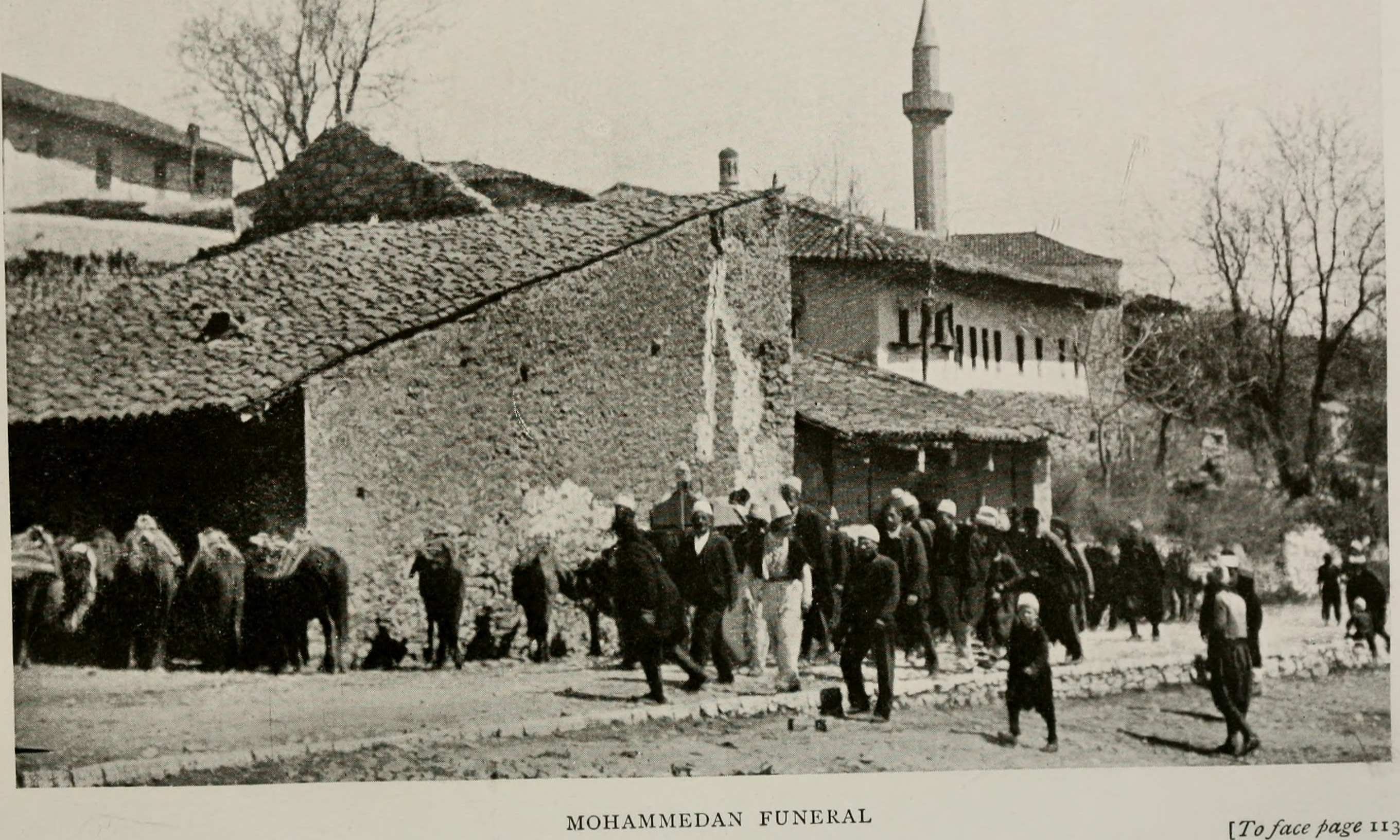
Muszlim temetési menet 1908-ban Albániában

A század utolsó harmadában a közös anyanyelv talapzatán megindult az egységes nemzeti kultúra kiépítésének programja, albán muszlimok és keresztények felekezeti különbségeiket félretéve, vállvetve küzdöttek nemzetük önrendelkezési jogaiért.

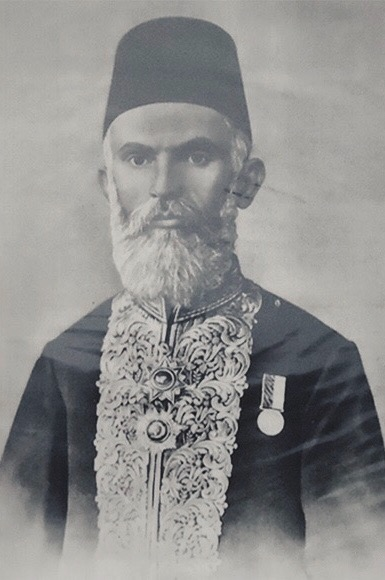
A nemzeti mozgalom bektási vezéralakja, Sami Frashëri

A bektásik kötődése a Portához lényegesen gyengébb volt, mint a szunnita többségé: elődeiket már eleve a szultán űzte el Anatóliából a rend 1826-os betiltásakor, és a szunnita többség ezután sem nézte jó szemmel liberálisabb felfogásukat, így könnyebben tudtak azonosulni az albán önállósági törekvésekkel. Az 1870-es évektől a bektásiknak fontos szerep jutott a nemzeti küzdelmek kibontakozásában. Tekkéik a függetlenségi mozgolódás központjai, vezetőik az albán nyelvű könyvkiadás és oktatás fő szószólói lettek. 1878-ban a frashëri bektási tekkében gyűltek össze az albánok képviselői, is fogalmazták meg a később megalakult Prizreni Liga követeléseit. Bektási nacionalisták álltak a nemzeti mozgolódás élére, a Prizreni Liga fő vezéralakja Sami Frashëri volt, fivére, Naim Frashëri a korszak legnagyobb albán költője lett, hazafias, harcias hangvételű verseivel sokat tett az albán nemzeti öntudat megerősödéséért. Egyes képviselőik, például Naim Frashëri is, arról ábrándoztak, hogy az „idegen, behozott vallások” helyett a bektási hit válhatna az albánok nemzeti vallásává. Az elgondolás mellett szólt, hogy a bektási rend befogadó szemlélete közel álltak az albánok szinkretisztikus lelkületéhez, a Koránt és a Bibliát egyaránt szent könyvnek tartják, és általában is nyitottak más vallások hittételeinek átvételére. Ugyanakkor a bektasizmus igazán csak a déli területeken volt népszerű; az összes bektási tekke 70%-a Berattól délre helyezkedett el. A 19. században megerősödött bektásikat az 1910-es években érzékeny veszteségek érték. A déli országrészeket elszakító Görög Királyság elsősorban az albánságot megtestesítő bektásik ellen fordult, és a Balkán-háborúk, majd az első világháború során több tucat tekkét porig égettek, 46 muszlim falut dúltak fel, 1915-ig 100 ezer muszlimot kényszerítettek házaik elhagyására.
A 20. század első évtizedére az albán népesség kétharmada, más becslések szerint 70%-a muszlim volt, ezek harmada, azaz a lakosság kb. 20%-a pedig bektási. Albánia 1912-es függetlenné válását követően az államot és az egyházat szétválasztották, a muszlimok egyházi törvényhatósági jogait a civil bírósági rendszer bevezetésével korlátozták. 1922-ben az alaptörvényből törölték az iszlámot államvallásnak elismerő pontot. A politikai hatalom azonban alapvetően a muszlimok, az „oszmán bégek” kezében összpontosult. 1924-ben részben hatalmuk megtörése céljából robbant ki a júniusi forradalom, 1926 végén pedig az észak-albániai katolikus törzsek fogtak fegyvert az ország eliszlámosodása ellen. 1924 végén másfél évtizedre valóban a muszlim Amet Zogu ragadta magához a hatalmat, de politizálását Nyugat-orientáció és szekularizmus jellemezte. 1929-ben kriminalizálták a muszlim kultúra által elfogadott poligámiát, 1933-ban államosították az egyházi iskolákat, 1937-ben pedig törvényen kívül helyezték a muszlim nők elfátylazását, valamint eltörölték a pénteki munkaszüneti napot. Ezek az intézkedések összességében a muszlim közösség átmeneti meggyengüléséhez vezettek.
Ezekben az évtizedekben a szunnita muszlimok egyházszervezete átalakult. 1923. március 15-én az albániai szunnita muszlimok Tiranában összegyűlt vezetői kimondták függetlenségüket a konstantinápolyi kalifától. Vezetőjük a tiranai nagymufti, Vehbi Dibra lett, aki egy öttagú főtanács vagy saríatanács támogatásával vezette az egyházat. A testület első rendelkezése előremutató volt az ország modernizálódása szempontjából: engedélyezték a muszlim nők számára, hogy arcuk elfedése nélkül nyilvános helyen tartózkodjanak. 1929 júliusában átszervezték egyházigazgatási rendszerüket. Az új egyházszervezet élén a kalifa állt, az országot négy, főmuftik által vezetett régióra osztották, amelyekhez további alrégiók tartozhattak, élükön a muftikkal: Tirana (Tirana, Elbasan, Durrës, Peshkopia), Shkodra (Shkodra, Kukës), Korça (alrégiók nélkül) és Vlora (Vlora, Gjirokastra, Berat). Általános iszlám tanácsot alapítottak, amelynek a nagymuftin kívül tagjai voltak a tiranai, shkodrai, korçai és vlorai főmuftik. 1936-ban létrehozták a Drina Hyjnore (’Isteni Fény’) nevű szervezetet, amelynek a kádirik, rufaik és szádik is tagjai lettek.
A bektásik 1921. január 17–21. között a skrapari Prishta tekkéjében tartották meg első nemzeti tanácskozásukat 500 küldött részvételével, amelyen kimondták függetlenségüket a törökországi bektási rendtől, valamint egy dervisképző intézet alapításáról is döntöttek. Hat bektási körzetet szerveztek az ország területén, ezek a krujai (székhelye Fushë-Kruja; hozzá tartozott Durrës, Shkodra és Peshkopia), az elbasani (Krasta; Elbasan, Gramsh, Martanesh), a korçai (Melçan; Korça, Erseka), a gjirokastrai (Gjirokastra; Gjirokastra, Tepelena, Saranda, Kuç), a berati (Prishta; Berat, Përmet) és a vlorai (Frashër; Vlora, Fier) régiók voltak. Egyházszervezetük élén a dede állt, a körzeteket egy-egy babë (’nagyatya’) vezette. Miután 1925 őszén Törökországban betiltották az összes dervisrendet, az anatóliai bektásik is Tiranába helyezték át központjukat, amely azóta – a kommunista korszak ateista időszakát nem tekintve – a világ bektásijainak központja. Egy 1928-as feljegyzés szerint hatvanöt bektási tekke működött az országban, további tucatnyi derviskolostor pedig Koszovóban. Az 1940-es évek közepére már 280 bektási atya és dervis tevékenykedett Albániában. A második világháborúban további veszteségeket szenvedtek: 1942 januárjában olasz csendőrök meggyilkolták a rend albániai vezetőjét, Niazi dedét, 1944 októberében pedig kommunista partizánok ölték meg a turani tekke dervisét, Zylfo atyát.
Az 1930-as népszámlálás adatai alapján 688 280 muszlim (68,6%), 210 313 ortodox (21,0%) és 104 184 katolikus (10,4%) élt az országban. A bektásik részarányát a lakosság 20%-ának becsülték. Az ország tíz prefektúrájából nyolc muszlim többségű volt, Gjirokastra prefektúrában az ortodox, Shkodra prefektúrában pedig a római katolikusok voltak többségben. Egy 1942-es olasz statisztika szerint az ország 1 128 143 lakosából 779 417 fő muszlim (69,0%), 232 320 fő ortodox (20,6%), 116 259 fő pedig római katolikus (10,3%) volt. Ugyanebben az időszakban Albánia-szerte 1127 mecsetet, 1036 imámot és muftit, 17 medreszét (iszlám iskolát), 260 szúfi tekkét tartottak számon. 1944 júniusában az iszlám lakosság váratlan utánpótlást kapott: a Görögországnak ítélt Çamëriából a görög kormány 40 ezer muszlim albánt hajtott át a határon Albániába, miután házaikat és ingóságaikat elkobozták.

#### A kommunizmus vallásüldözése

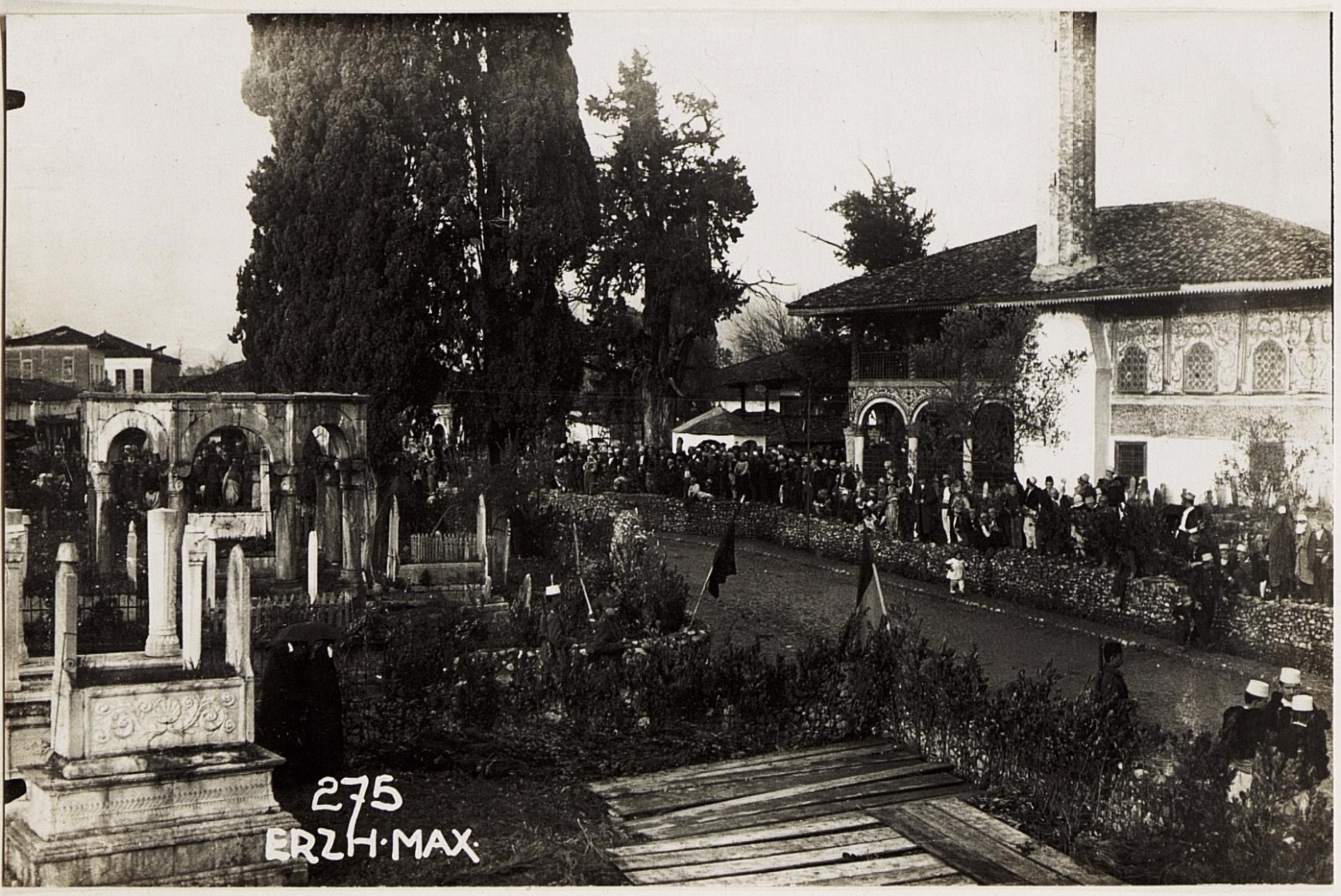
Az 1967-ben elpusztított tiranai Sulejman pasa mecset és temetője az 1910-es években

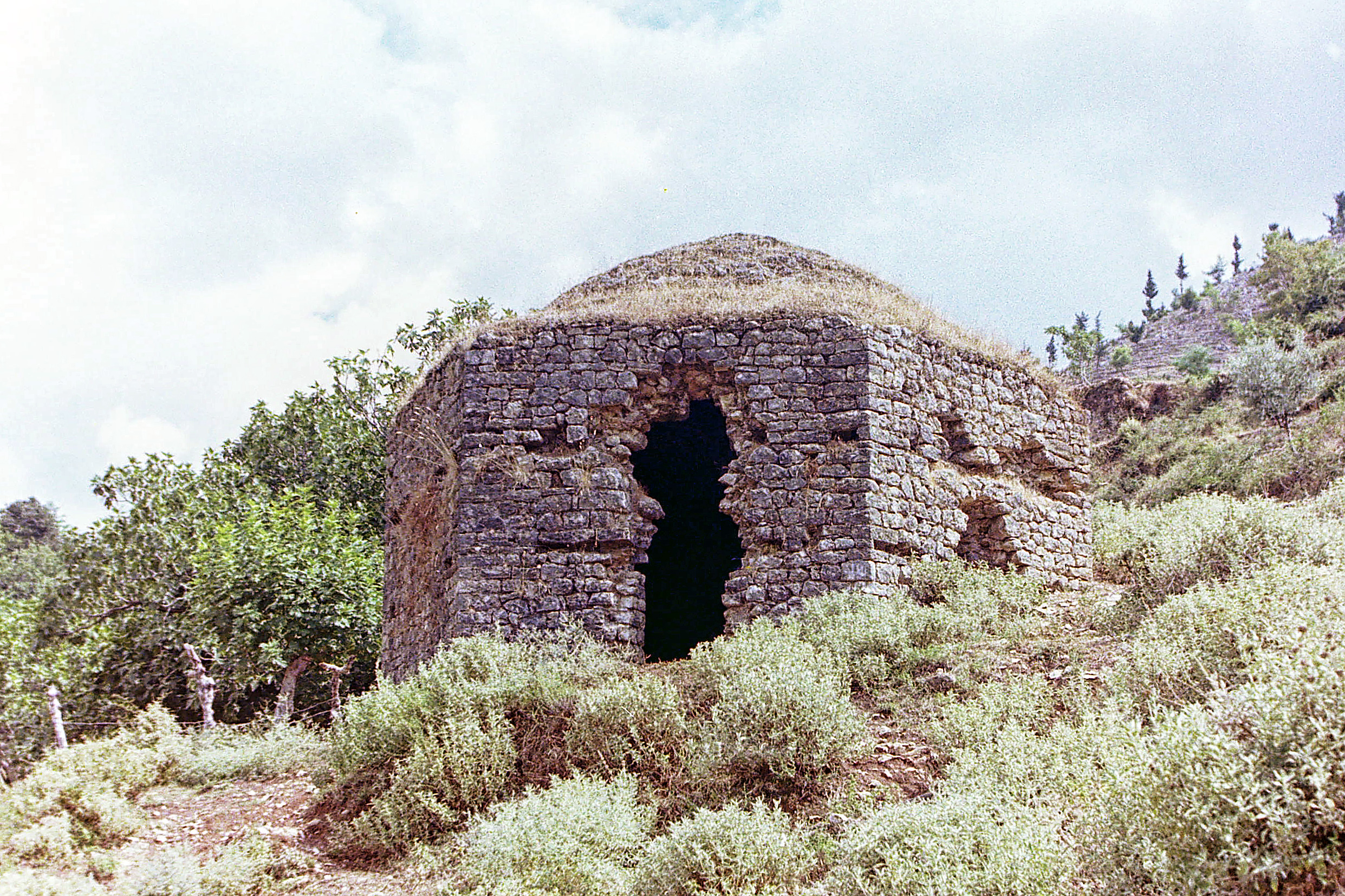
Romos tekke Delvina közelében

Az 1945-ös albániai népszámlálás nem mutatott lényegi változást a lakosság felekezeti megoszlásának tekintetében, bár az iszlám követőinek száma valamelyest növekedett, főként az ortodoxok rovására. A muszlimok a népesség 72,8%-át (1930-ban 68,6%), az ortodoxok 17,1%-át (21,0%-ról), a római katolikusok pedig 10,1%-át (10,4%-ról) tették ki. A második világháborút követően megszilárduló kommunista államhatalom bár 1946-os alkotmányában garantálta a vallásszabadságot, militáns ateista agitátorain keresztül már 1944-től harcolt a vallási intézmények lebontásáért. A minisztertanács 1949. november 26-án adta ki 743-as számú, „A vallási közösségekről” címmel hozott hírhedt rendeletét, amely ugyan újólag garantálta a vallásszabadsághoz való jogot, de a vallási közösségeket a néphatalom és a párt útmutatásainak követésére kötelezte.
Elsőként a római katolikus egyházszervezettel való leszámolásra került sor 1945-től, és a muszlim vallási közösségek látszólagos békében folytathatták tevékenységüket. Az állam nem csak a szunnita főágat, de a szúfi dervisrendek közül a bektásikat és a kádirikat is vallási közösségekként ismerte el. A felszín alatt azonban ellenük is bosszúhadjárat folyt. A fushë-krujai bektási Marteza atyát már 1946-ban börtönbe vetették, megkínozták, majd egy kihallgatása során az ablakon kitaszítva lelte halálát. 1947-ben kivégezték a tomorri Ali Tomori és a tepelenai Shefqet Kostani atyákat. Miután visszautasították az 1949-es felekezeti kormányrendelet szellemiségét, a számukra előírt állami felügyeletet és párthűséget, Shkodra főmuftija és Durrës muftija (Mustafë Varoshi) titokzatos körülmények között eltűnt, más iszlám vezetőket bebörtönöztek, köztük Hafëz Ibrahim Dibra nagymuftit. Ezt követően a muszlimok vezetőit, főmuftikat és muftikat a pártállam minisztertanácsa nevezte ki. Egyes adatok szerint 1943 és 1954 között 28 muszlim vallási vezetőt végeztek ki az országban. Az egyház hodzsahiányban szenvedett, nagy számban voltak olyan mecsetek, ahol egyre kevésbé tudtak megfelelni a napi imádkozás előírásainak, sokukat bezárták. Egy 1962-es beszámoló szerint az egész országban összesen 24 mecset, az ország összes mecsetjének kb. 2%-a működött zavartalanul.
A bektásikat valamelyest kevésbé érintették a megtorlások. Bár 1947-ben történt egy máig rejtélyes leszámolás a rend vezetői között, amelyben a bektási dede és két babë is életét veszítette, egyes adatok szerint még az 1960-as években is ötven bektási tekke működött az országban összesen nyolcvan dervissel, fushë-krujai kolostorukban pedig tizenöt dervis élt. Ugyanakkor egy másik forrás szerint a római katolikus egyház után a bektásikat érintették a legfájdalmasabban az állami leszámolások, több vezetőjüket letartóztatták és kivégezték. Néhány bektási szerzetes időben el tudta hagyni az országot. Egyikük, Baba Rexhebi az Amerikai Egyesült Államokba telepedett le, ahol 1954-ben a Michigan állambeli Taylorban megszervezte az első bektási tekkét. Az állami ateizmus évtizedeiben, amikor az albániai bektásikat feloszlatták, az egész világon mindössze a taylori tekke, valamint a koszovói Gjakovában a Qazim Bakalli vezette tekke működött.
Az 1960-as évek közepétől az állampárt ateizmusa egyre militánsabb és szélsőségesebb formát öltött. Végül a párt főtitkára, Enver Hoxha 1967. február 6-án a párt központi bizottsága előtt megtartott beszédében hadat üzent a múlt erőit képviselő utolsó védőbástyának, a vallásnak, és kezdetét vette az ateista kampány. Feloszlatták valamennyi egyházat és a szúfi dervisrendeket. Néhány hónap leforgása alatt, 1967 májusáig Albánia-szerte bezárták valamennyi mecsetet, tekkét és templomot, nagy részüket a földdel tették egyenlővé, kisebb részüket pedig művelődési otthonná, filmszínházzá, táncteremmé, tornacsarnokká stb. alakították át. Csupán néhány szakrális épületet kíméltek meg a pusztulástól, amelyeket még 1965-ben műemlékvédelem alá helyeztek. Így menekülhetett meg a muszlimok szent helyei közül a berati Király-mecset (1492) és Ólommecset (1553–1554), az elbasani Király-mecset (1490–1492) és Naziresha-mecset (1599 előtt), a korçai Mirahori-mecset (1495), a vlorai Murád-mecset (1537–1542), a shkodrai Ólommecset (1773–1774, tehénistállóvá alakítva), valamint a tiranai Et’hem bég mecset (1793–1794). A lakosság köteles volt beszolgáltatni minden otthoni kegytárgyat, koránt, amelyek sorsa szintén a pusztulás lett. A még helyükön maradt egyházi személyeket bebörtönözték vagy civil pályára kényszerítették, de gondjuk volt nyilvános megalázásukra is. A kommunista ifjúsági szövetség vörös gárdistái például muszlim imámokat és bektási szerzeteseket kényszerítettek szakálluk levágására. Az országos televízióban közvetítették, ahogy bektási szentemberek sírjait dúlják fel, csontjaikat pedig a közeli folyókba vetik.
Az ateista kampány és az albániai vallásüldözés végére az 1967. november 19-én kihirdetett, 4337-es számú kormányrendelet tett pontot. Ez minden korábbi, a vallással és a felekezetekkel kapcsolatos kormányhatározatot eltörölt, feloszlatta valamennyi egyházat, betiltotta a vallásgyakorlást, és az új törvényt megszegők számára példás büntetést irányzott elő. Albánia a szocialista haladás jegyében a világ első ateista állama lett, amit 1976-os alkotmányuk meg is erősített. Az 1980-as években egyes szociológusok rámutattak, hogy a kommunista párt a szándékaival ellenkező hatást ért el az ateista kampánnyal. Úgy tetszett, hogy a vallás tiltása éppenséggel a vallási érzéseket erősítette meg az albánokban. 1990 decemberében végül az állampárt újból elismerte a szabad vallásgyakorlás jogát, a vallásszabadság visszatért Albániába.
A vallásszabadság visszatérését követő első években vallási forradalom söpört végig Albánián. Főként külföldi segítséggel újjászervezték a történelmi egyházakat. Az új vallásokkal együtt a vallási fanatizmus is utat talált az országba, időről időre előfordulnak vallási intoleranciából fakadó gyűlöletcselekmények: keresztények véres disznófejet dobnak a mecset udvarába, muszlimok a keresztény temetők sírköveit döntik le vagy firkálják össze. Ezeknél súlyosabb gondot jelentettek azok a militáns iszlamista sejtek, amelyek az 1990-es évek belpolitikai és közigazgatási zűrzavarát, a rendvédelmi szervek tehetetlenségét és a korrupciót kihasználva építették ki titkos bázisaikat Albániában. Az amerikai Központi Hírszerző Ügynökség (CIA) és az albán titkosszolgálat együttműködéseként 1998 nyarán az Egyiptomi Iszlám Dzsihád öt tagját letartóztatták.

## Felekezeti statisztikák és egyházszervezetek
| Felekezeti megoszlás a 2011-es népszámlálás alapján | Felekezeti megoszlás a 2011-es népszámlálás alapján | Felekezeti megoszlás a 2011-es népszámlálás alapján |
| Vallási közösség                                    | Létszám                                             | Részarány                                           |
| --------------------------------------------------- | --------------------------------------------------- | --------------------------------------------------- |
| Szunnita muszlim                                    | 1 587 608 fő                                        | 56,70%                                              |
| Bektási                                             | 58 628 fő                                           | 02,09%                                              |
| Római katolikus                                     | 280 921 fő                                          | 10,03%                                              |
| Ortodox keresztény                                  | 188 992 fő                                          | 06,75%                                              |
| Evangelikalista                                     | 3 797 fő                                            | 00,14%                                              |
| Egyéb keresztény                                    | 1 919 fő                                            | 00,07%                                              |
| Felekezet nélküli istenhívő                         | 153 630 fő                                          | 05,49%                                              |
| Ateista                                             | 69 995 fő                                           | 02,50%                                              |
| Egyéb                                               | 602 fő                                              | 00,02%                                              |
| Nem kívánt válaszolni                               | 386 024 fő                                          | 13,79%                                              |
| Nincs adat                                          | 68 022 fő                                           | 02,43%                                              |

Az 1991-es rendszerváltás idejéről származó becslések szerint a lakosság 70%-a muszlim, 20%-a ortodox (főként délen), 10%-a pedig római katolikus (főleg Shkodra környékén) volt, a muszlimokon belül pedig számottevő volt a bektási felekezet részaránya. A lakosság felekezeti megoszlása a 2011-es népszámlálás alapján a jobb oldali táblázatban látható, azzal a megjegyzéssel, hogy a cenzus során aggályok merültek fel az adatfelvétel módszerét illetően, az ortodox egyház és a bektásik egyaránt tiltakoztak felekezeteik alulreprezentáltsága miatt. A 2011-es adatokból kiindulva mindenesetre az látszik, hogy a 20. század első felére kialakult felekezeti arányokat és az egyes vallások térbeli elterjedtségét illetően a 21. század elejére Albánia vallási képe némileg módosult. A hagyományosan ortodox többségű Délnyugat- és katolikus területnek számító Északnyugat-Albánián kívül mindenütt a muszlimok maradtak továbbra is többségben, de részarányukat csak Dibra és Korça megyékben tudták megtartani, a többi muszlim többségű területen számuk erősen visszaesett.

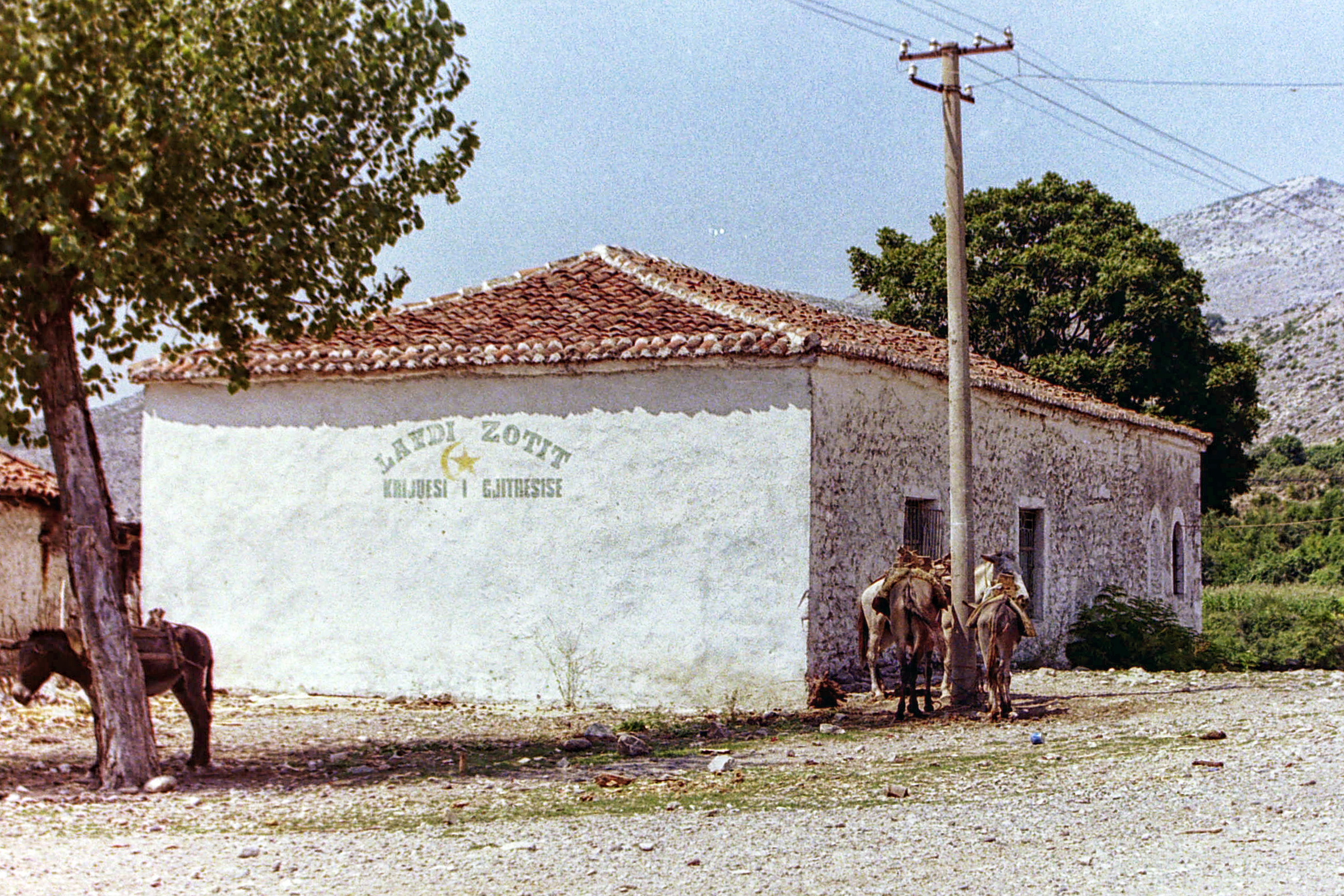
Ideiglenes mecset Mesben 1995-ben

Az első szunnita mecset az állami ateizmus évtizedeit követően 1990. november 16-án nyitotta meg kapuit Shkodrában. Hafiz Sabri Koçi vezetésével már ekkor megalapították az Albániai Muszlim Közösséget. A következő hetekben elkészítették a közösség létesítő okiratát, amelyet az állampárti igazságügyi miniszter is ellenjegyzett. Ezt követően Tiranában az albániai közösség vezetőjévé a húsz évet börtönben és munkatáborban töltött Hafiz Sabri Koçit választották meg. A fővárosi Et’hem bég mecsetben 1991. január 18-án került sor az első istentiszteletre, az eseményre az ország minden részéből 10 ezer muszlim utazott fel Tiranába. A sorra nyíló mecsetekben megindult a vallási élet, huszonöt év után ismét megtartották Albániában a ramadánt. Az albániai iszlám közösség felvette a kapcsolatot a nemzetközi világ iszlám egyházi szervezeteivel. A Közel-Kelet muszlim országai – Szaúd-Arábia, Kuvait, Egyesült Arab Emírségek, Egyiptom és mások – anyagi és humanitárius segítséget nyújtottak, vallásos könyvekkel, imámokkal és egyházi oktatókkal, mecsetépítéssel támogatták az iszlám kultúra újjáélesztését. 1991-ben az albán muszlimok képviselői már megfigyelőkként vehettek részt az Iszlám Világkongresszus kairói ülésén. 1992 decemberében Albánia a szervezet tagja lett, bár ezt a politikusok egy része erőteljesen támadta, tekintve, hogy a nemzetgyűlés nem ratifikálta Albánia szervezeti tagságát, emellett Nyugat-orientált szunnita csoportok is bírálták a lépést. Az Albániai Muszlim Közösség önmeghatározása szerint a mérsékelt és európai típusú iszlám kultúra meggyökereztetésében, a vallási béke és tolerancia fenntartásában érdekelt, az iszlám erkölcsiségét specifikusan albán hagyományokkal ötvözi. Mellettük működik az ortodoxabb szemléletű Hodzsák Szövetsége (Lidhja e Hoxhallarëve), amely ugyan elfogadja Albánia vallási sokszínűségét, de harcosan kiáll az iszlám „igaz” és „tiszta”, kompromisszumok nélküli követéséért.
A 2000-es évekre minden muszlim településen állt ismét mecset vagy legalább egy szerény muszlim közösségi terem. Koçi halála után, 2004-ben Selim Muça vette át az albániai muszlim közösség vezetését.

### Bektásik és más dervisrendek
1991. január 27-én a bektásik Tiranában megalapították a rend életét újjászervező bizottságukat. 1991. március 22-én, a perzsa újév napján megnyílt tiranai tekkéjük – egyben a bektásik világközpontja –, szellemi vezetőjüknek pedig Reshat Bardhit választották. A bektási egyház újjászervezését nem könnyítették meg a szunnita muszlim többség bírálatai. A vallási forradalom, saját építkezésük éveiben gyakran hangoztatták a bektásik távolságát az iszlám előírásaitól: liberális felfogásukat általában, imádkozásuk rendjét egyaránt kritika érte, ahogy azt is, hogy az alkoholtilalom és a böjti előírások követését híveikre bízták (egyes bektási tekkék még saját rakit is főztek), a nőket egyenlőkként kezelték, akik aktívan részt is vettek szertartásaikban. A bektasizmus emellett épületei és erőforrásai tekintetében is nagy veszteségeket szenvedett az állami ateizmus évtizedeiben, az építkezés lassan haladt. Még az ezredfordulón is mindössze hat tekkéjük működött az országban: Melçanban (Edmond Ibrahimi vezetésével), Gjirokastrában (Haxhi atya), Elbasanban (Sadik Ibro), Fushë-Krujában (Selim Kaliçani), Tomoricában (Shaban atya) és Martaneshben (Halil Curri). Ebben az időszakban továbbiak megnyitását tervezték Beratban, Shemberdhenjben, Bllacában és Vlorában.
Míg a bektásik jelentősége múltjukhoz képest jelentősen visszaesett, a halveti rend megerősödve került ki az 1990-es évek vallási újjászületéséből. 1990-ben a rend Muamer Pazari vezetésével újjászervezte magát, 1992-ben pedig első tiranai tekkéjük is megnyílt. Egyes adatok szerint 1998-ban már 42 halveti tekke működött szerte az országban, elsősorban Dél-Albániában, de északon Bajram Curriban, Burrelben és Peshkopiában is volt egy-egy derviskolostoruk. Az 1990-es évekig Koszovóban és Macedóniában területen túlélő rufai közösségek csak az 1990-es évek második felében tértek vissza Albániába is. Xhemal Reka vezetésével a fővárosban kialakították központjukat, 1998-ban tekkéjük is megnyílt, emellett Dashuria e Ehli-Bejtit (’A Próféta Családjának Szeretete’) címen saját folyóiratot adnak ki. A kádirik szintén újjászervezték magukat, fő monasztikus központjuk Peshkopiában alakult ki Mesur Shehu sejk vezetésével. A második világháború előtt számottevő negyedik szúfi dervisrend, a szádik tíz kisebb közössége az albániai ateista kampányt követően Koszovóban ugyan fennmaradt, de Albániában korábbi jelentőségüket nem nyerték vissza.

## Szakrális építészet
A mai Albánia területén a legelső mecsetek a 15. század elején épültek fel, az elsőséget általában a berati Vörös mecsetnek (1417 után) tulajdonítják. További nagy építészettörténeti értéket képviselő muszlim szakrális épületek a berati Király-mecset (1492) és Ólommecset (1553–1555), az elbasani Király-mecset (1492) és a Naziresha-mecset (1599 előtt), a korçai Mirahori-mecset (1495), a vlorai Murád-mecset (1542–1557), a krujai bektási Dollma-tekke (1533–1534), valamint a berati halveti tekke (1785). Korça környékének kőfaragói és építőmesterei több albániai mecset építésében vettek részt, kiemelkedett közülük Ali Tepeleni pasa főépítésze, Petro Korçari.